# Halichoeres scapularis
Halichoeres scapularis е вид бодлоперка от семейство Labridae. Видът не е застрашен от изчезване.

## Разпространение и местообитание
Разпространен е в Австралия, Британска индоокеанска територия, Вануату, Виетнам, Джибути, Египет, Еритрея, Йемен, Израел, Индия, Индонезия, Йордания, Камбоджа, Кения, Кокосови острови, Коморски острови, Мавриций, Мадагаскар, Майот, Малайзия, Малдиви, Мианмар, Мозамбик, Нова Каледония, Оман, Остров Рождество, Палау, Папуа Нова Гвинея, Провинции в КНР, Реюнион, Саудитска Арабия, Сейшели, Сингапур, Соломонови острови, Сомалия, Судан, Тайван, Тайланд, Танзания, Филипини, Шри Ланка, Южна Африка и Япония.
Обитава пясъчните дъна на морета, заливи, лагуни и рифове. Среща се на дълбочина от 0,2 до 150 m, при температура на водата от 24,8 до 29,3 °C и соленост 32 – 37,6 ‰.

## Описание
На дължина достигат до 20 cm.